# ラトロワンヌステークス
ラトロワンヌステークス（La Troienne Stakes）は、アメリカ合衆国のチャーチルダウンズ競馬場にて、毎年5月に開催される競馬の競走である。
ケンタッキーオークスと同日に開催される。競走名は繁殖牝馬として成功したラトロワンヌから来ている。

## 沿革
1986年にルイビルブリーダーズカップハンデキャップとして創設、2010年に現在のラトロワンヌステークスに改称された。
2013年までグレード制ではGIIに類されていたが、2014年よりGIに昇格される。ダート8.5ハロンで施行され、出走条件は4歳以上牝馬。
これとは別に1967年から2008年まで「ラトロワンヌステークス」として行われていた競走は2010年よりエイトベルズステークスという名称で施行されている。
2020年は新型コロナウイルスの感染拡大の影響で5月1日に開催予定だったが、延期(9月4日開催)になった。

## 近年の勝ち馬
- 2025 Raging Sea
- 2024 Idiomatic
- 2023 Played Hard
- 2022 Pauline's Pearl
- 2021 Shedaresthedevil
- 2020 Monomoy Girl
- 2019 She's a Julie
- 2018 Salty
- 2017 Big World
- 2016 Curalina
- 2015 Molly Morgan[1]
- 2014 On Fire Baby[2]
- 2013 Authenticity
- 2012 Juanita
- 2011 Blind Luck
- 2010 Unrivaled Belle
- 2009 Miss Isella
- 2008 Ginger Punch
- 2007 Fiery Pursuit
- 2006 Oonagh Maccool
- 2005 Shadow Cast
- 2004 Lead Story
- 2003 You
- 2002 Spain
- 2001 Saudi Poetry
- 2000 Heritage of Gold